# Stora göl (Fliseryds socken, Småland)
Stora göl är en sjö i Mönsterås kommun i Småland och ingår i Emåns huvudavrinningsområde.